# The Witcher (videogioco)
(Tagline del videogioco)
The Witcher (in polacco Wiedźmin) è un videogioco action RPG, sviluppato dal team polacco CD Projekt RED e distribuito da CD Projekt in Polonia e da Atari nel resto del mondo. La versione europea ha debuttato il 26 ottobre 2007, mentre negli Stati Uniti d'America qualche giorno più tardi, il 30 ottobre 2007. Il 17 febbraio 2008 ha raggiunto le 600 000 copie vendute in tutto il mondo, salite a 1 milione il primo di novembre.
Il gioco è ambientato nell'universo fantasy creato dallo scrittore polacco Andrzej Sapkowski per il suo ciclo con protagonista lo strigo Geralt di Rivia (in polacco "saga o wiedźminie"). Il motore grafico usato dagli sviluppatori è l'Aurora Engine di BioWare (già apparso nel primo episodio di Neverwinter Nights), pesantemente modificato per supportare effetti grafici di ultima generazione.
La versione per PC del gioco ha venduto 1 000 000 di copie in 12 mesi, il che ha indotto gli sviluppatori a considerare inizialmente lo sviluppo su PlayStation 3 e Xbox 360, benché successivamente il titolo sia stato cancellato.

## I witcher
Geralt di Rivia, protagonista del gioco e della serie di romanzi a lui dedicata dello scrittore polacco Andrzej Sapkowski, è un witcher. Benché nella traduzione italiana dei libri la parola venga tradotta come strigo nel videogioco si mantiene la traduzione inglese del termine originale polacco. Questo perché la raccolta di racconti Il guardiano degli innocenti è uscita in Italia solo nel 2010 per l'Editrice Nord. Perciò in questo gioco e anche nel suo sequel, è stato mantenuto il termine originale.
I witcher sono esseri umani geneticamente modificati. Questa mutazione garantisce loro benefici e malus: possono vedere al buio, hanno agilità e forza superiori ai comuni uomini, una longevità maggiore, sono resistenti a veleni e alle sostanze potenzialmente velenose contenute in molte pozioni e unguenti, e possono utilizzare i Segni, una rudimentale forma di magia ("rudimentale", perché nel loro mondo esistono maghi ben più potenti). Per quanto riguarda gli svantaggi, non sono particolarmente gravi, e permettono loro di vivere normalmente. In particolare, i witcher sono sterili. Non si conoscono, sia nei romanzi, che nei videogiochi, witcher di sesso femminile.
I witcher, come tutti i non-umani (nani ed elfi in particolare) vengono perlopiù disprezzati dagli uomini, e la loro presenza non è mai segno di buon auspicio. A differenza degli altri non-umani, però, i witcher riescono a vivere tutto sommato tranquillamente in mezzo agli uomini per via delle loro abilità. I witcher vennero infatti creati centinaia di anni prima dell'inizio del gioco con l'obiettivo di plasmare creature in grado di uccidere facilmente i mostri che infestano il mondo. Per questo, una volta divenuti witcher, vengono addestrati in speciali scuole, come quella di Kaer Morhen, per fare di loro dei caccia-mostri professionisti. I loro servizi vengono ben remunerati, e la loro presenza è tollerata fintanto che si rendono utili proteggendo villaggi e città.
All'inizio del gioco, i witcher sono quasi del tutto estinti: la stessa Kaer Morhen è ormai un vecchio rudere abitato solo dall'anziano maestro Vesemir e da qualche suo discepolo. Per sopperire alla mancanza di witcher, nel regno di Temeria è stato fondato un ordine cavalleresco, l'Ordine della Rosa Fiammeggiante, i cui membri dovrebbero avere il compito di svolgere gli incarichi che in precedenza sarebbero dovuti essere affidati ai witcher.

## Antefatto e mondo di gioco
Le vicende del ciclo sono ambientate nel mondo fantasy dei libri originali; ovvero lungo la costa occidentale di un continente immaginario del quale non viene mai esplicitato il nome. Mentre i territori meridionali sono dominati dal potente Impero di Nilfgaard, i territori settentrionali sono suddivisi in una moltitudine di regni e principati spesso in lotta tra di loro, fra i quali spicca il Regno di Temeria, con capitale Vizima, nel quale si concentrano le vicende del gioco.

La popolazione dei regni è eterogenea, in quanto agli umani si affiancano le cosiddette razze antiche, costituite da elfi, nani e gnomi. Un tempo erano le popolazioni autoctone del continente, ma quando gli umani sbarcarono lungo le coste furono via via cacciati dalle loro terre e costretti a decidere se vivere come cittadini di seconda classe tra gli umani, confinati in ghetti e quartieri popolari, o vivere di stenti nelle zone selvagge e nelle riserve.

Come detto, il gioco è ambientato in Vizima. Re Foltest, sovrano di Temeria, è al momento fuori dalla capitale, ed è alle prese con problemi assai gravi: da un lato una terribile pestilenza che sta dilagando nella città, dall'altro la criminalità organizzata, rappresentata in special modo dai Salamandra, una fitta rete di bande di fuorilegge, e infine gli Scoia'tel, guerriglieri non-umani che hanno dichiarato guerra all'Ordine della Rosa Fiammeggiante e al sovrano, e che lottano per i propri diritti in quanto esseri viventi.

## Trama
Nota: il gioco è composto da un prologo, cinque capitoli centrali e un epilogo. Per comodità si suddividerà la sezione seguente in questo modo. È bene precisare che nel gioco vi sono numerosissime missioni secondarie (side quests), slegate dalla trama principale, delle quali in questa sezione non si farà cenno.

### Prologo
Il gioco inizia con Geralt inseguito dalla Caccia Selvaggia: il witcher, che si trovava nella foresta vicino a Kaer Morhen, viene trovato da Vesemir, suo vecchio amico e maestro, e portato alla fortezza. Si risveglia così nell'antica scuola di Kaer Morhen, ora una fortezza semi-abbandonata. Geralt ha perso la memoria, e resta per parecchio tempo nella fortezza, dove con l'aiuto dei pochi witcher rimasti, tenta di ricordare il proprio passato. A Kaer Morhen, al momento, c'è anche Triss Merigold, un'avvenente maga, sua vecchia amica e amante.

I giorni passano tranquilli, e Geralt riacquista molto lentamente la memoria, ma una mattina nella fortezza irrompono alcuni membri della banda di fuorilegge nota come "I Salamandra". Fra di loro ci sono niente meno che il mago Azar Javed, uno dei capi dell'organizzazione, e il sicario noto come "il Professore". I Salamandra sono intenzionati ad appropriarsi dei segreti alchemici contenuti nel laboratorio del castello e, dopo una dura battaglia, ottengono ciò per cui erano venuti e scappano.

I witcher decidono di mettersi sulle tracce dei Salamandra, e si dividono le zone da perlustrare. A Geralt tocca Vizima, la capitale di Temeria, una potente nazione guidata da re Foltest; Vesemir dice al witcher che lui e il sovrano sono molto amici, poiché anni prima Geralt liberò la figlia del re, concepita con la sorella Adda, da una maledizione.

### Capitolo I
Geralt giunge nelle campagne che circondano Vizima, dove si imbatte nel nano Zoltan e in Shani, una giovane e avvenente ragazza che studia medicina e lavora nell'ospedale popolare di Vizima; entrambi sono sue vecchie conoscenze ma, ovviamente, non ha memoria di loro.

A Vizima è scoppiata la peste, e in città si può entrare solo possedendo particolari permessi. Geralt viene a sapere che il reverendo della zona, un uomo molto amato dai suoi concittadini perché con preghiere e sacrifici ha tenuto lontano la pestilenza, ma anche molto chiuso mentalmente e molto poco tollerante nei confronti dei "diversi", potrebbe aiutarlo a entrare in città. Così è, ma l'uomo non ha nessuna intenzione di regalare al witcher il lasciapassare fintanto che non libererà la campagna da una terribile piaga: un barghest, ovvero un cane fantasma, soprannominato "La Bestia", da tempo scorrazza libero seminando il panico la notte. Il reverendo consiglia a Geralt di chiedere spiegazioni ad Abigail, la strega delle campagne, una ragazza poco amata dagli intolleranti abitanti del posto. Secondo il reverendo è stata proprio lei a sguinzagliare la Bestia.

I presentimenti del reverendo sono naturalmente infondati, e Abigail sostiene invece chi potrebbe avere le risposte che Geralt cerca: Alvin, un bambino dotato di poteri soprannaturali che vive con lei e che sembra avere un particolare legame col mostro. In stato di trance, Alvin rivela che la Bestia vivrà fintanto che nelle campagne dimorerà il male nei cuori degli abitanti. Geralt inizia a indagare e in effetti scopre molti scheletri nell'armadio dei più "illustri" cittadini del posto. Mentre cerca informazioni, viene a scoprire che Alvin è stato catturato da alcuni Salamandra. Geralt sconfigge facilmente gli uomini, ma quando fa per riportare Alvin da Abigail vede una folla inferocita, capeggiata dal reverendo, che vuole linciare la strega. Geralt a questo punto ha due opzioni:
- Proteggere Abigail screditando il reverendo e gli altri influenti abitanti del posto, e rivelando i loro torbidi segreti, a causa dei quali la Bestia è nata. Geralt, ammansita la folla, porta via la strega, e i due lottano contro la Bestia, uccidendola. Per il reverendo ciò non è sufficiente, e aizza gli abitanti nuovamente contro Geralt e Abigail, trovando tuttavia la morte per mano del witcher. Geralt si appropria del lasciapassare che trova sul corpo del reverendo, e saluta Abigail, la quale scappa via da quell'orribile luogo;
- Oppure, consegnare la strega alla folla, che la brucia viva. La Bestia si presenta comunque sul luogo e Geralt la combatte aiutato da alcuni contadini. Alla fine della lotta, il reverendo dona a Geralt il lasciapassare per Vizima.

Quale che sia la scelta, Geralt si presenta alle porte della città, ma viene preso in custodia dalle guardie del cancello, perché non credono possibile che un witcher abbia potuto ottenere i permessi per entrare a Vizima, e lo portano nella prigione del quartiere del Tempio di Vizima.

### Capitolo II
Vincent Meis, il capitano della Guardia cittadina, offre la libertà al prigioniero, a patto che gli porti la testa della pericolosa coccatrice che infesta le fogne di Vizima. Geralt si offre volontario e, dopo aver deciso se accettare o meno l'aiuto del cavaliere dell'Ordine Sigfreid, uccide il mostro e guadagna la libertà.

Uscito dalla prigione, instaura un sodalizio con l'investigatore privato Raymond, con il fine di indagare sui Salamandra. Nel quartiere rincontra Shani, che vive lì e lavora all'ospedale di S. Lebioda, e si imbatte nel bardo Dandelion, il suo migliore amico, di cui ovviamente, però, non ricorda nulla. Conosce anche Thaler, uno scaltro ricettatore; Ramsmeat, capo di una piccola banda di malviventi; Kalkstein, un alchimista (Geralt lo aveva già incontrato brevemente nelle campagne) che, con l'aiuto del witcher, tenta di accedere a una torre che si erge nel mezzo delle paludi a sud di Vizima, la quale si dice sia piena di tesori e artefatti incantati; Vivaldi, un banchiere nano amico di Zoltan, la cui attività è fallita; e Declan Leuvaarden, un opulento mercante, anch'egli già incontrato fuori dalle mura. Proprio Leuvaarden chiede a Geralt se sia veramente interessato a distruggere i Salamandra: l'ovvia risposta porta Declan a invitare Geralt a un piccolo ricevimento organizzato dal mercante (che si terrà nel capitolo successivo) durante il quale potranno parlarne.

Intanto, Raymond scopre che la Guardia cittadina ha preso sotto custodia un "pesce piccolo" dei Salamandra. Geralt si dirige all'ospedale dove è rinchiuso, essendo infetto, per interrogarlo, ma scopre che è già stato ucciso da qualcuno. L'autopsia condotta dall'amica Shani può portare a sospettare diverse persone, a seconda delle conoscenze che Geralt ha. Se viene eseguita correttamente, essa rivela che solo un abile mago potrebbe aver ucciso l'uomo, e Geralt inizia a sospettare che sia stato Javed. Il ritrovamento del cadavere del vero Raymond nel cimitero, mentre in città c'è un Raymond ancora vivo, porta Geralt definitivamente a pensare che Azar Javed abbia assunto le sembianze dell'investigatore per manipolare il witcher.

Geralt, con la complicità di Kalkstein, attira "Raymond" nella torre che si erge al centro della palude (che nel frattempo il witcher è riuscito ad aprire), facendogli credere che all'interno vi siano formule che interessino ai Salamandra. Geralt entra da solo, e quando esce Raymond tenta di ucciderlo di soppiatto, anche se il witcher ovviamente sa tutto e lo blocca in tempo. Azar getta il travestimento e da un portale magico esce anche il Professore, che aiuta il mago a combattere il witcher. La battaglia non si risolve bene per Geralt: dopo aver ferito il Professore, questi scappa con Javed, non prima che quest'ultimo abbia stordito il witcher, che sviene.

### Capitolo III
Geralt si risveglia nella casa di Triss, nel Quartiere dei Mercanti, la quale l'ha trovato nelle paludi. Geralt si riprende subito, e scopre che nell'ospedale di S. Lebioda è stato portato Alvin, dal momento che non ha più una famiglia. Sia Triss che Shani ne sono venute a conoscenza, ed entrambe lo vorrebbero adottare. Geralt può decidere a chi delle due affidarlo, sapendo che le due donne sono molto gelose l'una dell'altra, e che portandolo da una, si alienerebbe l'amicizia, e le grazie, dell'altra.

Il witcher, sbrigata la questione, si ricorda a questo punto dell'invito di Declan, e si dirige alla lussuosa locanda di Nuova Narakort, dove si tiene il ricevimento. Declan gli consiglia prima di farsi conoscere un po' dall'élite di Vizima presente alla festa, fra cui la principessa Adda, con la quale Geralt ha un rapporto proprio durante la festa; Velerad, il borgomastro, che in assenza di Foltest governa la città; il conte De Wett dell'Ordine, un nilfgaardiano, la cui presenza in città è un segno dell'amicizia fra Temeria e l'Impero; e rincontra Thaler, che scopre essere in realtà il capo delle spie reali. A questo punto, Declan condivide con il witcher informazioni utili per scovare i Salamandra, e consiglia a Geralt di parlare con Jethro, braccio destro di Vincent Meis, il quale, tramite un informatore, gli svela l'ubicazione di un laboratorio nelle fogne in cui l'organizzazione produce il fisstech, una potente droga. Senza troppe difficoltà Geralt elimina tutti i criminali nel laboratorio, e viene a sapere da Declan di un nuovo obiettivo: in una zona segreta del Quartiere dei Mercanti si terrà una riunione.

I Salamandra, dal momento che un "misterioso" witcher continua a mettere loro i bastoni fra le ruote, hanno intenzione di chiedere supporti finanziari a un loro misterioso contatto a Redania, regno rivale in fatto di traffici commerciali, di Temeria. Geralt ha un ultimo e definitivo confronto con il Professore, il quale stavolta ci lascia la vita.

### Capitolo IV
Geralt viene teletrasportato da Triss in una nuova regione di Temeria, lontano da Vizima, una zona chiamata Acque Oscure. Qui Geralt rincontra Dandelion: sembra che Triss abbia teletrasportato anche lui in quella zona. Dandelion aggiorna il witcher sui fatti che stanno avvenendo nella zona; Geralt scopre così che anche Alvin si trova lì, presso la casa di Alina, una ragazza del luogo. Così va a cercare il bambino: Alvin sembra stare bene in questa sua nuova casa, tranne per gli incubi che di continuo lo tormentano. Triss però ha saggiamente pensato a tutto e ha mandato un pacchetto assieme al bardo ad Acque Oscure, contenente un Amuleto di dimeritium e una lettera per Geralt. L'amuleto serve ad Alvin per tenere sotto controllo i suoi poteri ed evitargli gli incubi. Da ricordarsi che l'inizio del capitolo può svolgersi in modo diverso a seconda dei rapporti in cui Geralt è con Alvin, Shani o Triss. Inoltre se Geralt aveva lasciato Alvin con Triss, lo Spettro del giocatore d'azzardo proporrà una partita a dadi per avere la vita del bambino. Se Geralt perde, lo spettro diventa ostile e Geralt lo può uccidere; comunque lo spettro non può portare via in alcun modo Alvin.
Geralt così affida l'amuleto al bambino e gli dice di portarlo sempre indosso. Sembra, però, che non sortisca alcun effetto e Alvin continua ad avere i suoi terribili incubi. Nonostante ciò, finché resta con il witcher, Alvin è felice e lo segue in molte avventure in questa nuova zona.
Durante questi viaggi, i due parlano di varie faccende, tra cui i sogni profetici di Alvin e le sue capacità magiche. Che lo voglia oppure no, Geralt è coinvolto nella vita del bambino e si sente in dovere di consigliarlo al meglio che può.
Durante il capitolo Geralt incontrerà Berengar, un witcher che ha lasciato la fortezza di Kaer Morhen poco prima che Geralt vi arrivasse. Berengar era lo stesso witcher di cui il reverendo si era lamentato con Geralt per esser scomparso prima di terminare l'impiego di cacciare dalle campagne il cane fantasma. Nel Capitolo II, inoltre, Geralt aveva trovato una spilla di witcher spezzata nelle fogne, pensando fosse stato ucciso dai Salamandra.
Berengar e Geralt lavorano insieme per breve tempo; in questo periodo Geralt scopre da Berengar l'esistenza di un'armatura leggendaria forgiata da un certo Raven e che Geralt otterrà scegliendo, poi, quale dei tre classici sentieri seguire (in base a questa scelta, l'armatura sarà composta da diversi materiali e avrà un aspetto differente). A questo punto Berengar racconta il motivo per cui ha lasciato Kaer Morhen: disprezza i witcher, ritenendoli responsabili di avergli negato una vita normale.
Più tardi, Berengar affronta Geralt in duello, costringendolo a prendere una decisione: ucciderlo, oppure lasciarlo in vita.
- Se Geralt lo risparmia, Berengar lo aiuta nella battaglia finale contro Azar Javed, nel Capitolo V.
- Se invece lo uccide in duello, Geralt potrà tenersi tutti gli oggetti di Berengar, compreso un potente medaglione, che gli sarà utile nello scontro con Javed.

Al termine del capitolo, l'Ordine della Rosa Fiammeggiante arriva al villaggio con l'intenzione di punire gli indigeni per aver nascosto dei fuggitivi elfi. Durante lo scontro, Alvin usa i suoi poteri e scompare di nuovo, ma questa volta di sua propria volontà; non si sa che fine abbia fatto e Geralt non lo rivedrà mai più.

### Capitolo V
Geralt torna a Vizima, ma la Città Vecchia è in fiamme e gli scontri tra gli elfi ribelli e l'Ordine della Rosa Fiammeggiante si svolgono a caso nella parte antica della città.
In base ad alcune scelte operate nei precedenti capitoli, lo svolgimento del quinto varia a seconda di come il witcher protagonista si è approcciato alle fazioni in lotta: se sostenendo gli Scoia'tel o l'Ordine della Rosa Fiammeggiante, oppure rimanendo neutrale come un vero witcher.
- Con il Sentiero degli Scoia'tael, Geralt combatte con gli elfi nel conflitto contro l'Ordine; dovrà poi aiutare Zoltan a condurre i rifugiati non-umani fuori dalla battaglia fino al Cimitero della Palude.
- Seguendo il Sentiero dell'Ordine, Geralt combatte al fianco dell'Ordine della Rosa Fiammeggiante contro gli Scoia'tael. La missione di Zoltan è sostituita da una in cui Geralt aiuta l'amico Siegfried ad uscire da Vizima Antica per andare nei rifugi nel Cimitero della Palude.
- Attenendosi al Sentiero dei Witcher (o Neutrale), Geralt deve lottare sia contro l'Ordine, sia contro gli Scoia'tael. Dovrà poi aiutare Shani a mettersi in salvo nei rifugi del Cimitero della Palude.

In seguito si svolgono eventi comuni a tutti e tre i sentieri. Re Foltest ha fatto ritorno in città ma sua figlia Adda è stata di nuovo maledetta e trasformata in una strige. Geralt deve fare il possibile per salvare la Principessa, e in cambio, Foltest gli rivelerà quello che sa circa il vero nascondiglio dei Salamandra.
Geralt distrugge la base dei Salamandra nei sotterranei dell'Antico Castello, affrontando ed eliminando i mutanti creati dagli esperimenti di Azar Javed con i mutageni sottratti a Kaer Morhen. Geralt elimina il mago una volta per tutte, per poi scoprire che la vera mente responsabile dietro il furto dei segreti dei witcher è in realtà Jacques de Aldersberg, il Gran Maestro dell'Ordine della Rosa Fiammeggiante.

### Epilogo
Ritornato a palazzo, Geralt vede i sovrani Foltest e Radovid di Redania che stringono un'alleanza; Foltest acconsente a dare in sposa la figlia (se viva e salva) al re di Redania in cambio dell'aiuto del suo esercito per risolvere il conflitto tra l'Ordine e gli Scoia'tael. Geralt si reca subito sulle tracce del Gran Maestro, dirigendosi al Monastero dell'Ordine. Apparentemente, Jacques de Aldersberg ha rubato le formule dei witcher per preparare un esercito di mutanti capaci di spodestare Foltest.
Al fianco di Geralt vi saranno o Yaevinn o Siegfried o Triss a seconda dell'allineamento politico scelto precedentemente.
Seguono anche svolte diverse nella trama a seconda delle scelte precedenti.
- Sentiero Scoia'tael: Yaevinn chiede la libertà per gli Elfi e Re Foltest acconsente in cambio della resa dei non-umani. Il re raccomanda a Yaevinn di abbandonare il suo reame, come gesto simbolico di punizione ed esilio per i crimini da lui commessi nei confronti del popolo umano. Foltest garantisce a Geralt la protezione di Yaevinn. Geralt e Yaevinn affrontano Siegfried in un duello mortale, il quale chiama Geralt disumano, pentendosi di non averlo ucciso al loro primo incontro.
- Sentiero Ordine: Siegfried convince Foltest che l'Ordine sarà leale alla corona nonostante i misfatti di Jacques de Aldersberg; il re lo nomina nuovo Gran Maestro. Geralt e Siegfried affrontano ed eliminano i cavalieri rimasti dell'Ordine, per poi riconfrontarsi con Yaevinn. L'elfo è disgustato dalle azioni di Geralt e i due si affrontano in duello, dove Yaevinn muore.
- Sentiero Witcher / Neutrale: Geralt giunge nel Quartiere del Tempio con Triss, e qui si imbattono in Siegfried. Si può affrontarlo ed ucciderlo oppure evitare lo scontro spiegandogli che il vero nemico non è Geralt. Anche Yaevinn è furioso con Geralt e il witcher può affrontarlo ed ucciderlo in duello, oppure dialogarci e fargli capire che è il momento di porre fine alle violenze.

Eventi comuni sono il fatto che Geralt e il suo alleato si rifugiano in una casa di Vizima, dove vari personaggi secondari si nascondono. Vivaldi esprime il suo disappunto per l'Ordine e gli Scoia'tel, che lo considerano adesso un traditore. Per raggiungere il Chiosco, Geralt e il suo alleato passano per le fogne, dove affrontano uno zeugl (mostro che prospera nelle fogne delle città). L'alleato del witcher rimane però ferito, e il nostro eroe deve proseguire senza il suo aiuto.
Al confronto finale, il Gran Maestro spiega di non aver mai voluto agire contro la corona di Temeria o il popolo. Voleva salvare l'umanità dal futuro predetto nella Profezia di Ithlinne, creando una razza di super-guerrieri mutanti che accompagnassero e difendessero la popolazione in un grande esodo verso il sud per sfuggire al Bianco Gelo.
Geralt affronterà il Gran Maestro in una sua visione delle Lande Ghiacciate. La sua scelta finale include anche il Re della Caccia Selvaggia, che reclama l'anima del Gran Maestro. Il witcher può uccidere il Gran Maestro negando al Re della Caccia Selvaggia il diritto di reclamare la sua morte, oppure permettere al Re della Caccia Selvaggia di prendere l'anima del Gran Maestro, rifiutando di combattere lo spettro, ed infine il mostro gli rivela che Geralt conosce il Gran Maestro con un altro nome.
Sebbene non sia confermato ufficialmente, alcuni indizi (parole dette dal capo dell'Ordine) lasciano il sospetto che Jacques de Aldersberg sia in realtà Alvin, che ha viaggiato nel passato, rifacendosi una vita per poi agire a suo modo per il bene del mondo.
Nella sequenza cinematica finale, Re Foltest è attaccato da un assassino mascherato, che viene ucciso da Geralt. Questo killer è molto abile e combatte usando due spade. La battaglia è dura, ma alla fine Geralt prevale, riducendo il rivale in poltiglia.
Al termine dello scontro, Geralt e il Re si avvicinano per osservare il volto dell'assassino, scoprendo che l'uomo presenta le mutazioni caratteristiche del witcher.

## Modalità di gioco
La narrazione degli eventi (suddivisa in Prologo, 5 capitoli ed Epilogo) è spezzata da numerosi minigiochi (come il poker con i dadi), siparietti e scene di intermezzo.
La versione statunitense del gioco è stata censurata in alcune parti, sia grafiche che testuali, a causa di un aspetto che ha suscitato molte reazioni, cioè la possibilità, per Geralt, di "rimorchiare" molti dei personaggi femminili presenti nel gioco, ottenendo delle speciali carte ogni volta che riesce ad avere rapporti sessuali con questi personaggi. Tali carte possono essere riviste dal giocatore in qualsiasi momento e rappresentano le "conquiste" di Geralt in atteggiamenti provocanti, quasi sempre nude o semi-nude (in particolare sono state censurate le carte da gioco rappresentanti le conquiste femminili del protagonista, inserendo degli elementi per coprire alcuni punti erogeni, quali il seno, che sono visibili nella versione internazionale).
Procedendo nel gioco Geralt "ricorderà" le sue abilità meditando in particolari situazioni, ed ottenendo in tal modo punti esperienza ("talenti" di bronzo, argento ed oro) da spendere per poter progredire nelle sue conoscenze: in tutto oltre 250 abilità speciali, tra cui tecniche di combattimento, poteri magici e doti da alchimista.
Una delle caratteristiche più apprezzate ed innovative del gioco è il fatto che le scelte morali del giocatore non si riflettono immediatamente sulla trama, bensì svariate ore dopo, rendendo sconveniente caricare un salvataggio precedente per "vedere come va altrimenti". Una caratteristica, questa, che invita a giocare con molta attenzione la propria partita, ma che contemporaneamente estende di molto la rigiocabilità del titolo. The Witcher garantisce oltre 150 ore di gioco (circa 50 ore per completare la trama principale e almeno 100 per le numerose quest'secondarie) non lineari.

## Versioni
Il gioco è stato disponibile in due distinte versioni, una standard e una da collezione, con il contenuto di quest'ultima che varia a seconda della nazione nel quale è uscito. La più ricca è quella polacca, che contiene tra le altre cose la mappa di gioco, la colonna sonora, un DVD bonus, un medaglione e una maglietta.
Il 19 settembre 2008 è stato reso disponibile al download un aggiornamento atto a migliorare diversi aspetti: tra i più importanti l'aggiunta di nuove animazioni e nuove texture relative ai personaggi, la correzione di molti bug, il miglioramento dell'inventario, la riduzione delle tempistiche di caricamento e l'aggiunta di due nuove quest. A livello testuale, molte traduzioni sono state migliorate e ridoppiate; è inoltre possibile selezionare sottotitoli e doppiaggio differenti (ad esempio voci in polacco e sottotitoli in italiano).
Per questa occasione, il gioco è stato nuovamente messo in vendita compreso di aggiornamento con il nome di Enhanced Edition, contenente 2 DVD bonus, uno contenente le due missioni extra ed uno contenente il making of ed i retroscena. Sono inoltre compresi due audio cd, uno con la colonna sonora del gioco ed uno contenente tracce di vari artisti che si sono ispirati al gioco per comporre le loro musiche. A livello cartaceo, oltre al manuale sono compresi la guida globale del gioco ed un racconto inedito dell'autore dei romanzi da cui The Witcher trae ispirazione. È inoltre presente una grande mappa del mondo su carta patinata lucida in formato A2. Negli Stati Uniti questa versione è stata intitolata Director's Cut.

## Doppiaggio italiano
Il gioco è stato doppiato completamente in italiano. Qui di seguito i personaggi principali ed i doppiatori che li interpretano:
- Geralt di Rivia: Silvio Pandolfi
- Triss Merigold, Rayla La Bianca: Donatella Fanfani
- Lambert, Azar Javed, Raymond Maarloeve: Claudio Moneta
- Vesemir, Re Della Caccia Grossa: Oliviero Corbetta
- Eskel, Mikul, Angus: Alberto Olivero
- Leo, Professore, Re Radovid, Adam: Massimo di Benedetto
- Alvin, Alina: Monica Bonetto
- Shani, Carmen: Cinzia Massironi
- Reverendo, Yaevinn, Tobias Hoffman: Gianni Quillico
- Kalkstein: Flavio Arras
- Zoltan Chivay: Gianni Gaude
- Abigail: Lorella de Luca
- Jethro, Sigfried: Marco Balbi
- Dandelion: Gianluca Iacono
- Conte De Wett, Cacciatore reale: Giorgio Melazzi
- Re Foltest: Marco Pagani
- Vincent Meis: Gabriele Calindri
- Thaler: Dario Oppido
- Patrick De Weyze, Pat, Ham: Diego Sabre
- Vetala: Riccardo Rovatti
- Rozalind: Silvana Fantini
- Julian, Berengar: Claudio Beccari
- Gran Maestro Jacques De Aldesberg, Haren Brogg: Marco Balzarotti
- Golan Vivaldi, Druidi, Voce Introduzione: Enrico Bertorelli

## Accoglienza
- The Games Machine: 88/100
- Giochi per il mio computer: 9/10 (Gioco consigliato)
- IGN: 8.5/10 (Editor's Choice Award)
- IGN (Australia): 8.3/10
- Total Video Games: 8/10
- X6 (Norway): 6/6
- Atomic Gamer: 88/100
- You Gamers: 87/100
- Game Daily: 3/5
- Eurogamer: 7/10
- Gry-Online: 92/100
- Gamona: 85/100
- Game Stats: 8.8/10
- GameSpot: 8.5/10
- Gamerankings.com: 81%[9]
- Metacritic.com: 81%[10]

### Vendite
Il distributore ha annunciato che nel marzo 2009 il videogioco ha venduto 1,2 milioni di copie dimostrandosi un titolo con un buon successo commerciale.

## Serie

### Sequel
Nel 2011 è uscito il seguito, The Witcher 2: Assassins of Kings, per Microsoft Windows, del quale è stata pubblicata anche una versione per Xbox 360 il 17 aprile 2012.
Nel 2015 è uscito The Witcher 3: Wild Hunt.

### Remake
Il 26 ottobre 2022, CD Projekt RED annuncia il relativo remake a cura di Fool’s Theory e che verrà sviluppato con il motore grafico Unreal Engine 5, la data di pubblicazione non è stata annunciata.

## Nella cultura di massa
- Il gruppo death metal polacco Vader nel 2007 ha dedicato una canzone al gioco intitolata Sword of The Witcher.
- Parlando con Eskel, egli vi narrerà dello gnomo Alfred Nabel, creatore di una "sostanza incredibile", un riferimento a Alfred Nobel.
- Del videogioco è stata fatta anche una trasposizione materiale in scatola, The Witcher il gioco d'avventura, un gioco da tavolo in stile rpg con tabellone, carte e miniature.[13]